# Петрелла-Тифернина
Петрелла-Тифернина (итал. Petrella Tifernina) —  коммуна в Италии, располагается в регионе Молизе, в провинции Кампобассо.
Население составляет 1306 человек (2008 г.), плотность населения составляет 50 чел./км². Занимает площадь 26 км². Почтовый индекс — 86024. Телефонный код — 0874.
Покровителем коммуны почитается святой Георгий, празднование 23 апреля.

## Демография
Динамика населения:

## Администрация коммуны
- Официальный сайт: http://www.comune.petrellatifernina.cb.it/ Архивная копия от 23 мая 2009 на Wayback Machine